# دودلي وود
دودلي وود (بالإنجليزية: Dudley Wood)‏ هو سائق سباق بريطاني، ولد في 9 يوليو 1946 في لندن في المملكة المتحدة.

## روابط خارجية
- دودلي وود على موقع Racing-Reference.info (الإنجليزية)
- دودلي وود على موقع DriverDB.com (الإنجليزية)